# 버네사 메이
버네사 메이 바나코른 니콜슨(Vanessa-Mae Vanakorn Nicholson, 1978년 10월 27일~)은 흔히 버네사 메이(중국어: 陳美 Chén Měi[*])라는 이름의 팝, 클래식 연주자로 바이올린 솜씨가 뛰어난 것으로 알려져 있다. 그녀는 자신의 연주 스타일을 "바이올린 테크노-어쿠스틱 퓨전"이라고 설명했고, 실제로 그녀의 몇몇 앨범이 테크노 풍을 띤다.

## 유년기
버네사 메이는 싱가포르에서 태어났으며, 아버지는 호텔리어로 일하는 태국계 영국인 바라쁘롱 바나꼬른(Varaprong Vanakorn)이고 어머니는 중국 법률가이자 세미-프로페셔널 콘서트 피아니스트인 패멀라 탄(Pamela Tan)이다. 그녀의 부모는 이별하게 되고, 그녀의 어머니는 버네사 메이가 4살이 되던 해에 영국인 변호사 그레이엄 니컬슨과 재혼하여 영국으로 이주하였다. 그리하여 그녀는 런던에서 영국인으로 자라게 되며, 현재 영국 국적으로 되어 있다. 그녀는 3살 때 피아노를 치기 시작했고, 5살 때 바이올린을 켜기 시작했다.

## 음악 경력
버네사 메이는 피아노를 3세에, 바이올린을 5세 때부터 시작했다.
기네스 북에 따르면, 그녀는 베토벤과 차이콥스키의 바이올린 협주곡을 최연소(13세)로 녹음한 사람이다.
그녀는 10살에 독일의 'Schleswig-Holstein Musik Festival'과 런던의 필하모닉 오케스트라에도 올랐다.
버네사 메이는 2006년 4월 영국의 'Sunday Times Rich List'가 선정한 영국의 30대 부자 순위에 올랐다. 어린 여자 바이올리니스트로는 전례없는 기록이다.

### 바이올린
버네사 메이는 주로 두 종류의 바이올린 중 하나를 사용하는데, 과다니니 어쿠스틱 바이올린과 Zeta Jazz Model 전자 바이올린이 그 것이다. 과다니니는 1761년에 만들어진 것으로 그녀의 아버지가 그녀가 10살일 때 250,000 파운드를 주고 구입한 것이다. 1995년 1월 그 바이올린을 도난당했지만, 경찰이 3월에 다시 돌려주었다. 그녀는 한번 바이올린을 떨어뜨려 망가졌지만, 다시 수리하여 시가 약 500,000 달러를 주고 팔았다.
그녀는 두 개의 Zeta Jazz Model 전자 바이올린을 쓰는데, 하나는 흰색이고 다른 하나는 미국 국기가 그려진 것이다. 그녀는 또한 2001년부터 실버-그레이 Zeta jazz Model 전자 바이올린을 써왔다. 그리고 세 개의 Ted Brewer 바이올린을 가지고 있으며, 그 중에 세 개는 무대에서(a Crossbow and a Vivo2 Clear) 그리고 대중 앞에서 사용한다.
그녀는 종종 바이올린을 구매한 뒤 재판매하여 수익을 자선단체에 기부하기도 한다.

## 스키 선수
버네사 메이는 4살 때부터 스키를 탔으며 2014년 소치 동계 올림픽에 본명인 "버네사 바나코른"(Vanessa Vanakorn)이라는 이름으로 태국의 알파인스키 대표 선수로 출전했다. 버네사 메이는 올림픽 예선을 통과했으며 태국 올림픽 위원회는 버네사 메이가 아버지의 국적을 따라 태국을 대표해서 출전하는 것을 허용했다. 그러나 올림픽에 참가하기 위한 자격을 얻기 위해 참가했던 대회의 성적이 조작된 사실이 드러나면서 4년 동안 국제스키연맹 공인 대회 출전 자격이 박탈되었다.
2015년 6월 스포츠 중재 재판소(CAS)는 버네사 메이의 경기 기록 조작에 무혐의 처분을 내렸다.

## 앨범
- Violin(1990)
- Kids' Classics(1991)
- Tchaikovsky & Beethoven Violin Concertos (Vanessa Mae)(1991/1992)
- The Violin Player(1995)
- The Alternative Record from Vanessa-Mae(1996)
- The Classical Album 1(November 12, 1996)
- China Girl: The Classical Album 2(September 9, 1997)
- Storm(July 14, 1998)
- The Original Four Seasons and the Devil's Trill Sonata: The Classical Album 3(February 16, 1999)
- The Classical Collection: Part 1(2000)
- Subject to Change(July 17, 2001)
- The Best of Vanessa-Mae(November 5, 2002)
- Xpectation(Jazz collaboration with Prince) (2003)
- The Ultimate(December 23, 2003)
- Choreography(2004)

### 스페셜 앨범
- The Violin Player: Japanese Release(1995)
- The Classical Album 1: Silver Limited Edition(January 1, 1997)
- Storm: Asian Special Edition(January 1, 1997)
- The Original Four Seasons and the Devil's Trill Sonata: Asian Special Edition(February 1, 1999)
- Subject to Change: Asian Special Edition(July 1, 2001)
- The Ultimate: Dutch Limited Edition(January, 2004)

### 싱글 앨범
- "Toccata & Fugue"(1995)
- "Toccata & Fugue - The Mixes"(1995)
- "Red Hot"(1995)
- "Classical Gas"(1995)
- "I'm a-Doun for Lack O' Johnnie"(1996)
- "Bach Street Prelude"(1996)
- "Happy Valley"(1997)
- "I Feel Love Part 1"(1997)
- "I Feel Love Part 2"(1997)
- "The Devil's Trill & Reflection"(1998)
- "Destiny"(2001)
- "White Bird"(2001)

## 필름
- The Violin Fantasy(1998)
- Arabian Nights(2000)